# Beatopia
Beatopia è il secondo album in studio della cantante filippina-britannica Beabadoobee, pubblicato nel 2022.

## Tracce
1. Beatopia Cultsong – 2:31
2. 10:36 – 3:15
3. Sunny Day – 2:40
4. See You Soon – 3:26
5. Ripples – 3:07
6. The Perfect Pair – 2:57
7. Broken CD – 2:50
8. Talk – 2:38
9. Lovesong – 4:05
10. Pictures of Us – 4:39
11. Fairy Song – 2:44
12. Don't Get the Deal – 3:40
13. Tinkerbell is Overrated (feat. PinkPantheress) – 3:48
14. You're Here That's the Thing – 3:18

## Classifiche
| Classifica (2022) | Posizione raggiunta |
| ----------------- | ------------------- |
| Regno Unito       | 4                   |